# Chaetobranchopsis australis
Chaetobranchopsis australis är en fiskart som beskrevs av Eigenmann och Ward, 1907. Chaetobranchopsis australis ingår i släktet Chaetobranchopsis och familjen Cichlidae. Inga underarter finns listade i Catalogue of Life.